# Whoa, Nelly!
Whoa, Nelly! är den kanadensiska sångerskan Nelly Furtados debutalbum, utgivet den 24 oktober 2000. Albumet har hittills sålts i drygt 6 miljoner exemplar.

## Låtförteckning
1. Hey, Man! – 4:10
2. ...On The Radio (Remember The Days) – 3:54
3. Baby Girl – 3:46
4. Legend – 3:34
5. I'm Like a Bird – 4:03
6. Turn Off the Light – 4:36
7. Trynna Finda Way – 3:34
8. Party – 4:02
9. Well, Well – 3:00
10. My Love Grows Deeper, Pt. 1" – 4:23
11. I Will Make U Cry – 3:59
12. Scared of You – 6:09
13. Onde Estas (Bonusspår)
14. I Feel You ft. Esthero (Bonusspår)